# Монго
 Тази статия е за града в Чад.  За вида полумаймуни вижте Мангустов лемур.  
Монго (на френски: Mongo) е град в Чад, административен център на регион Гера. Намира се на 406 км източно от столицата Нджамена. Градът има население 20 443 (преброяване от 1993 г.).
На 11 април 2006 г. бунтовници от обединения фронт за демократични промени завземат града.